# Kostas Simitis
Konstantinos Simitis (Grieks: Κωνσταντίνος Σημίτης), kortweg Kostas Simitis, (Piraeus, 23 juni 1936 – Korinthe, 5 januari 2025) was een Grieks politicus. Hij was van 1996 tot 2004 premier van Griekenland.

## Levensloop
Simitis werd geboren als de zoon van een economie-professor. Zelf studeerde hij Rechten aan de Universiteit van Marburg in Duitsland en economie aan de London School of Economics. In 1965 keerde hij terug naar Griekenland. In 1967, na de militaire coup, sloot hij zich aan bij de Democratische Defensie, een groep die verzet bood tegen het kolonelsregime. Hij moest vluchten naar het buitenland nadat hij verschillende bomaanslagen in Athene had gepland. Simitis sloot zich aan bij de Panhellistische Bevrijdingsorganisatie (PAK) die onder leiding stond van  Andreas Papandreou. Tijdens zijn ballingschap was hij leraar aan een Duitse universiteit. 
Na de val van het kolonelsregime 1974 keerde hij weer terug naar Griekenland en was mede-oprichter van de sociaaldemocratische partij PASOK. Vanaf 1977 gaf hij les als hoogleraar aan de Panteion Universiteit.
In 1981 werd hij benoemd tot minister van Landbouw in de Griekse regering. Deze regering werd gevormd door de PASOK. In 1985 werd Simitis minister van Economische Zaken. In die hoedanigheid begon hij met impopulaire maatregelen om het begrotingstekort en de inflatie tegen te gaan, maar hij trad in 1987 af omdat hij te weinig draagvlak ervoer voor zijn beleid. In 1993 keerde hij terug in de politiek als minister van Handel, maar in 1995 trad hij weer af naar een publieke berisping door Andreas Papandreou, de zittende premier.

## Periode als premier

### Eerste termijn
In januari 1996 trad Papandreou wegens ziekte af als premier. Simitis werd in een speciale verkiezing in de parlementaire fractie van de partij aangewezen als zijn opvolger. Na de dood van Papandreou in juni 1996 werd hij ook gekozen tot partijleider van PASOK. In die hoedanigheid won hij in september 1996 de nationale verkiezingen. In de eerste dagen als premier had hij te maken met de grootste crisis die Griekenland trof in 20 jaar. De kersverse premier kreeg het aan de stok met grote buurman Turkije, toen een grensgeschil om het onooglijke rotseilandje Imia bijna in oorlog ontaardde. Door toedoen van de Amerikaanse president Clinton kon een heuse oorlog vermeden worden. Dit was een smet op het blazoen van Simitis.
In zijn eerste termijn van Simitis haalde Griekenland de Olympische Zomerspelen van 2004 naar Athene en werd het land toegelaten tot de eurozone. Griekenland deed veel moeite om te voldoen aan de voorwaarden die waren verbonden aan het toetreden tot de eurozone. Zo daalde de inflatie tijdens de regeerperiode van Simitis van 14 procent naar 3 procent, het begrotingstekort van 14 procent naar 3 procent en het bruto nationaal product steeg jaarlijks met 4 procent. Achteraf werd wel door Eurostat geconstateerd dat staatsschuld fors hoger was dan de regering van Simitis met ondersteuning van cijfers deed voorkomen. Zo lag het begrotingstekort op ongeveer 6 procent.
Binnen Europa werd Simitis breed gerespecteerd, maar veel Grieken zien hem als een enigszins saaie technocraat die niet het charisma had van Papandreou. In het eerste deel van 2003 was Griekenland voorzitter van de Europese Unie.

### Tweede termijn als premier
Zijn zakelijke stijl van regeren en de periode van economische groei die Griekenland doormaakte zorgden ervoor dat de PASOK ook in 2000 de verkiezingen won. In datzelfde jaar kwam Simitis in botsing met de Grieks-orthodoxe Kerk en aartsbisschop Christodoulos, omdat de regering wilde dat de religie van personen niet langer in het paspoort stond aangegeven. Ondanks felle demonstraties en protesten kreeg Simitis zijn zin in dit dossier.
In zijn tweede termijn nam de steun voor de PASOK onder de middenklasse af. Simitis besloot zich daarom bij de verkiezingen van 2004 niet herkiesbaar te stellen en werd opgevolgd als partijleider door George Papandreou, zoon van Andreas Papandreou. Deze liep een deel van de achterstand in de peilingen in op Nea Dimokratia, dat onder leiding stond van Kostas Karamanlis, de maar PASOK verloor toch nog de verkiezingen. Simitis werd daardoor opgevolgd door Karamanlis als premier.
Simitis overleed op 5 januari 2025 op 88-jarige leeftijd.
- Bibsys: 15006167
- Bibliothèque nationale de France: cb16981115r (data)
- CiNii: DA01393270
- Gemeinsame Normdatei: 121629678
- International Standard Name Identifier: 0000 0001 1445 9988
- Library of Congress Control Number: n90679129
- Nationale Bibliotheek van Israël: 987008912779505171
- Nationale en Universitaire bibliotheek Zagreb: 000645434
- Nederlandse Thesaurus van Auteursnamen: 070543305
- Réseau des bibliothèques de Suisse occidentale: 02-A013497138
- Système universitaire de documentation: 118564501
- Virtual International Authority File: 62409327
- WorldCat: E39PBJtRHvtW9PRXgDHXP6x7HC